# Viking 1
La missione spaziale Viking 1, programmata e portata a termine dalla NASA negli anni settanta del Novecento, è stata una delle tappe più significative nella storia dell'esplorazione di Marte.
La sonda Viking 1, gemella della omologa Viking 2, consisteva di un orbiter, noto come Viking 1 Orbiter, e di un lander, il Viking 1 Lander, designati per operare indipendentemente l'uno dall'altro a partire dal momento del distacco, e in grado di mantenere in completa autonomia reciproca il contatto con la Terra.
Dopo l'immissione in orbita areocentrica, la missione primaria dell'orbiter era fornire una mappatura primaria della superficie marziana, in modo da individuare un luogo d'atterraggio particolarmente conveniente per il lander; dopo circa un mese è avvenuto con successo il distacco delle due componenti della sonda.
La Viking 1 aveva, nel suo complesso, una massa di 3527 kg; dopo la separazione dei due moduli e l'atterraggio del lander, le masse rispettive si erano ridotte a 900 kg e 600 kg (per via del consumo di propellente durante la caduta nell'atmosfera).
Il costo totale della missione Viking è stato stimato attorno al miliardo di dollari statunitensi.

## Svolgimento della missione

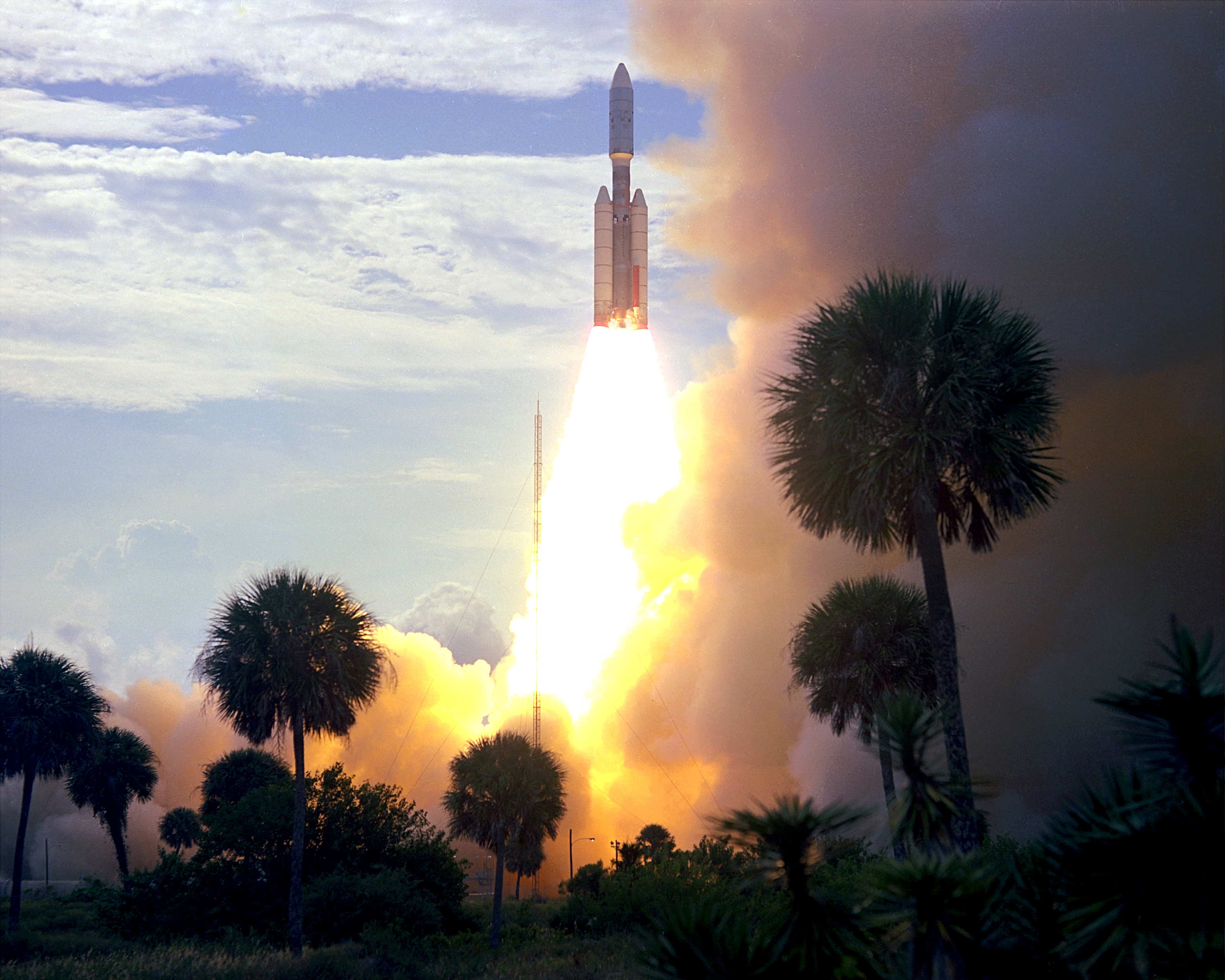
Il lancio della Viking 1 dalla rampa di lancio n.41 di Cape Canaveral, in Florida, il 20 agosto 1975.

Dopo un viaggio interplanetario di dieci mesi, l'orbiter si è immesso con successo in orbita marziana il 19 giugno 1976; l'orbita è stata regolarizzata nei due giorni successivi, e le prime immagini sono arrivate a Terra entro il 24 giugno. In base alle immagini ricevute, il centro di controllo NASA ha scelto il luogo d'atterraggio più opportuno per l'atterraggio del Viking 1 Lander; la scelta è caduta su Chryse Planitia. Il distacco e l'atterraggio del lander sono avvenuti il 20 luglio dello stesso anno.

## Il Viking 1 Orbiter
L'orbiter, costruito sul modello del precursore Mariner 9, aveva la forma di un ottagono dall'estensione pari a circa 2,5 metri; le otto pareti misuravano 0,4572 metri in altezza, e alternativamente 1,397 e 0,508 metri di larghezza.
La sua dotazione di strumenti scientifici, dalla massa complessiva pari a circa 72 kg, mirava essenzialmente alla mappatura del suolo marziano e alla misurazione del vapor d'acqua presente in atmosfera e delle emissioni nel campo dell'infrarosso; gli strumenti erano collocati su una piattaforma isolata termicamente e orientabile che si estendeva dalla base dell'orbiter. Esperimenti aggiuntivi legati all'utilizzo di onde radio potevano essere condotti tramite la trasmittente di bordo. Le funzioni di bordo erano regolate da due processori indipendenti, dalla memoria di 4096 parole ciascuno per archiviare i comandi ricevuti e i dati acquisiti.

### Parametri orbitali
Segue un prospetto dei parametri orbitali dell'orbiter.

## Il Viking 1 Lander

### Atterraggio
Segue un prospetto dei dati relativi all'atterraggio del lander.

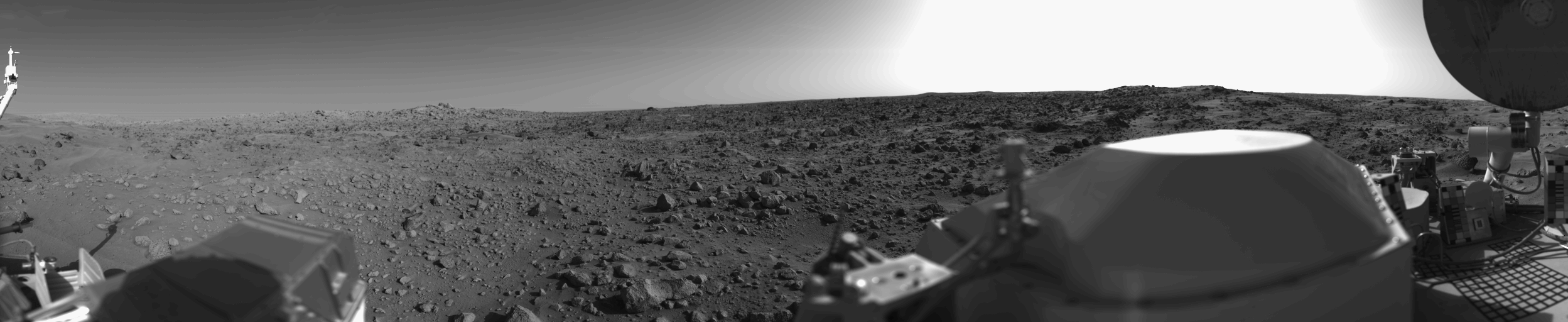
Foto panoramica del suolo marziano ripresa dal Viking 1